# Sorli
Sorli (Surli in dialetto novese) è una frazione di Borghetto di Borbera, in provincia di Alessandria. È stata comune autonomo fino al 1928, con un territorio comprendente anche la frazione Albarasca, poi passata sotto Stazzano.

## Storia

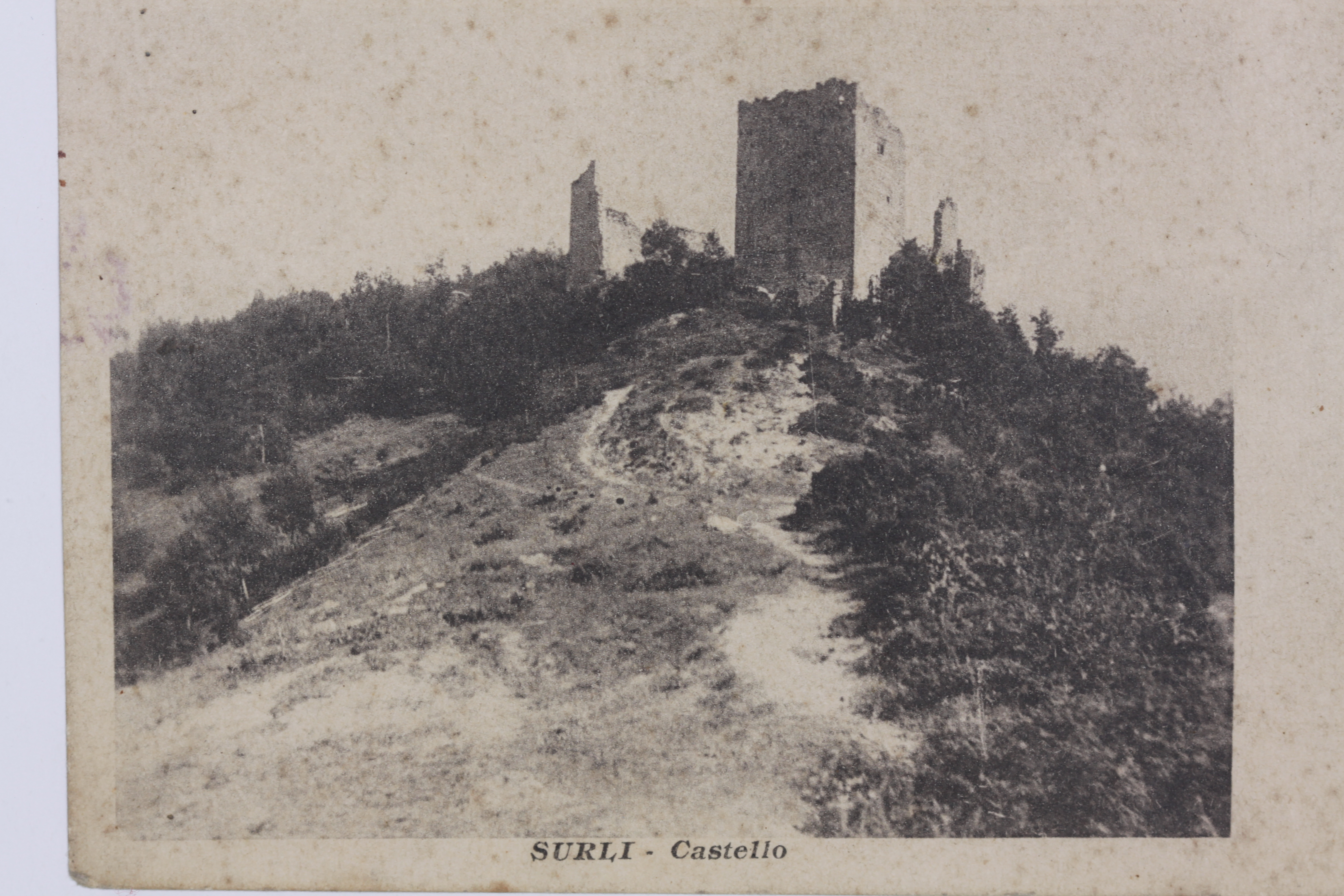
Il castello di Sorli all'inizio del XX secolo

I documenti più antichi conservati nella parrocchia di Sorli sono del 1197. Anche il castello doveva essere del XII secolo. Il nome della frazione deriva dal latino Surlae, probabilmente a sua volta di derivazione ligure. Sorli, come il comune di Borghetto di Borbera, venne governata dalla famiglia Lonati fino al XVIII secolo.

## Monumenti e luoghi d'interesse
- Sono presenti le rovine di un castello medievale, detto castello di Sorli, posto in cima alla collina più alta.

- Chiesa parrocchiale di San Lorenzo
- Chiesa di San Martino, medievale con un campanile in stile romanico. L'antica chiesa romanica di San Martino è senza dubbio la prima di Sorli. Si dice che sia stata costruita nel XI secolo. Da antichi testi al riguardo si evince che la chiesa fu parrocchia fino al 1523, quando venne costruita la chiesa più recente dedicata a San Martino. Da allora, la chiesa è diventata un oratorio.

- Chiesa di San Giuseppe, appartenente alla confraternita del Santo Suffragio, dedicata a San Giuseppe.